# 睾丸鞘膜積液
睾丸鞘膜積液（hydrocele testis），或稱陰囊水腫、陰囊積水，為顯在睾丸鞘膜（tunica vaginalis）內透明流體的積累，膜的最內部包含睾丸。主要的鞘膜積液導致在患側陰囊無痛腫大、且被認為是兩層鞘膜（包圍膜）之間流體分泌的吸收缺陷。次要的鞘膜積液則是指繼發於任何炎症或睾丸贅生物之液體。
鞘膜積液多發生於陰囊的一側，也可累及兩側。積累的來源可以是身體創傷，感染或肿瘤標誌物等而產生，但病因一般是未知的。
鞘膜積液通常發生在男性嬰兒，顯示出陰囊擴大。在女嬰則顯示為陰唇擴大。然而，鞘膜積液在男孩比女孩更常見。如果鞘膜積液直到孩子已經到達了成年人而不顯示出來，那不孕機率更大。在年輕患者當鞘膜積液被發現及治療，不孕的機率就較小。鞘膜積液的困擾讓有些人希望能改善不孕現象；但多數人認為由於鞘膜積液而不孕是非常有可能的，除非患者是嬰兒或前青少年期的兒童。

## 病因
胚胎發育過程中，睾丸下降通過腹股溝管（inguinal canal），下降時將腹膜憩室（diverticulum）拉入陰囊。這個腹膜憩室組織被稱為鞘狀突（processus vaginalis）。通常的情況下，鞘突與腹膜之間的連通會被斷掉，而鞘膜（tunica vaginalis）保持覆蓋在睾丸和附睾的組織上。鞘突維持其特有性、先天性的鞘膜其結果會允許流體從腹膜積聚在陰囊裡。

## 症狀
在阴囊裡面的鞘膜積液感覺像是存在有一個小流體填充的氣球。氣球是光滑的，而主要位於睾丸的前面。鞘膜積液的大小差別很大。鞘膜積液通常是無痛、無害的。由於其積液的大小、致大的鞘膜積液會引起不適。鞘膜的流體是透明的、光線可通過鞘膜積液區域而從另一側亦可看見光線。這種現象被稱為透射(Transillumination)。然而，隨著睾丸的持續增長，男性會產生更多的酸痛。有時兩個睾丸側都在酸痛，有時從增大一方壓迫正常的一方可能會導致正常睾丸側額外的酸痛。還已發現，恐懼鞘膜積液的增多會減低男人的性衝動以及使他對性活動的低落。
鞘膜積液的症狀可以很容易地和睾丸癌區分開來，鞘膜積液是柔軟的及流體化、而睾丸癌的感覺是硬化及且粗糙化。
通過超聲波的診斷、流體的累積可以被正確地診斷出來。

## 治療
鞘膜積液一般應以手術抽除。該過程被稱為"水囊腫切除術"(hydrocelectomy)。有兩種水囊腫切除術的手術方法。
鞘膜囊切除之水囊腫切除術(Hydrocelectomy with Excision of the Hydrocele Sac)完成鞘膜積液的處理後，進行鞘膜積液囊的切除。局部切除鞘膜積液囊，留下1-2厘米的邊緣。手術小心不要傷到睾丸血管、附睾或輸精管。鞘膜積液囊的邊緣為了止血要加強縫合(馮·伯格曼(Ernst von Bergmann)技術)、或者邊緣在"精索"(spermatic cord)的後面縫合在一起("溫克爾曼"((Winkelmann)或稱"賈伯力"(Jaboulay)技術)。「"鞘膜積液囊切除之鞘膜積液手術"對大的或較厚壁的鞘膜積液以及"多房性"(multilocular)的鞘膜積液是有用的」。
鞘膜囊折襞之鞘膜積液手術(Hydrocele Surgery with Plication of the Hydrocele Sac)無需進一步的準備，鞘膜積液囊以一個小皮膚切口將其打開。經由"縫合鞘膜積液手術"可減少(或可折襞)鞘膜積液囊：稱為"羅德技術"(Lord's technique)。「"折襞技術"適用於中型和薄壁的鞘膜積液」。折襞技術的優點是具有減少並發症的"最小化分離法"(minimized dissection)。
如果鞘膜積液不用手術去除，它可能會繼續增多。鞘膜積液流體可以使用抽吸法去除、該過程是創傷小，但復發率很高。硬化劑治療，跟著鞘膜積液流體的抽吸、硬化劑的注入可能會增加成功率。在許多患者中，重複使用抽吸法及硬化劑治療的過程會使鞘膜積液再次復發。

## 生育能力
睾丸的鞘膜積液一般不被認為會影響生育能力。然而，它可能指示出影響生育能力的其它因素。

## 大眾媒體
詹森·貝特曼在電影變化最大(The Change-Up)中的演技詮釋到有關"睾丸鞘膜積液"，儘管在該劇中"睾丸鞘膜積液"的術語沒有被使用到，但隱含的對白為"一個戴夫的球，感覺就像兩個球 — 這就像你有三個球，你有一束花球"("One of Dave's balls feels like two balls — it's like you have three balls, you have a bouquet of balls")。
在英國喜劇系列西洋鏡(Peep Show (TV series))裡，也有多次提到劇中角色戴夫·米切爾(Dave Mitchell)在戲裡的睾丸異常現象；它最終顯示，這是由於"大量鞘膜積液"所產生出來的病症。

## 外部連結
- 陰囊水腫-臨床案例 （页面存档备份，存于）